# Casilda Iturrizar
Casilda Iturrizar, född 1818, död 1900, var en spansk bankir. Hon var ägare av Banco de Bilbao efter sin makes död 1873 och även en betydande filantrop. Hon grundade parken Parque Casilda Iturrizar.